# Bracon latetriangulatus
Bracon latetriangulatus är en stekelart som beskrevs av Granger 1949. Bracon latetriangulatus ingår i släktet Bracon och familjen bracksteklar. Inga underarter finns listade.